# Zoe Lee
Pour les articles homonymes, voir Lee.
Zoe Lee est une rameuse britannique née le 15 décembre 1985 à Richmond. Elle a remporté la médaille d'argent du huit féminin aux Jeux olympiques d'été de 2016 à Rio de Janeiro.